# Muslinglas
Muslinglas är ett "taffelglas med matta mönster på klar botten". De användes framförallt på inglasade verandor som byggdes i början av 1900-talet. Ursprungligen etsades mönstret fram i syrabad. Nytillverkning lär ha tagits upp på senare tid. Vid nytillverkning blästras mönstret fram.